# أليخاندرو هيندريكس
أليخاندرو هيندريكس (بالإنجليزية: Alex Hendricks)‏ هو لاعب كرة قدم أمريكي، ولد في 13 أبريل 1996 في كولومبوس في الولايات المتحدة.